# Base Dumont d'Urville
La base permanente Dumont d'Urville, lungo la costa orientale dell'Antartide, fu realizzata dai francesi, nell'ambito del programma scientifico per l'Anno geofisico internazionale, su un terreno roccioso nell'isola dei Petrelli (Terra Adelia 66°40′S 140°01′E, 40 m di quota), in un luogo meteorologicamente più favorevole di quello dove sorgeva la base Port-Martin (66°49′S 141°24′E), che aveva operato dal 14 febbraio 1950 al 20 gennaio 1952, per essere poi distrutta da un incendio. La base Dumont d'Urville, che prende il nome da Jules Dumont d'Urville, navigatore francese scopritore della Terra Adelia, divenne operativa il 1º aprile 1956; la decisione di renderla permanente fu assunta nel 1960, con un progetto di rifacimento che fu condotto a termine nell'estate australe 1962-63; il 22 febbraio 1965, la base venne rimossa e portata a 43 m di quota. Attualmente, fa parte dell'Institut polaire français Paul Emile Victor (IPEV).

## Clima
Il clima di Dumont d'Urville è contrassegnato da una moderata discesa dei valori termici fra gennaio (temperatura media mensile −0,9 °C) e maggio (−15,4 °C), che poi tendono a stabilizzarsi nei periodo centrale dell'inverno; i mesi più freddi sono luglio (−16,5 °C) e agosto (−16,6 °C), ma la ripresa primaverile tarda fino a novembre (−6,9 °C). La media annua (periodo 1956-2005) è di −10,7 °C (deviazione standard 0,6 °C). Nell'archivio 1956-67 si rinvengono una massima di 6,1 °C e una minima di −36,5 °C. 
Scomposta per decenni, la curva climatica del XX secolo presenta un optimum attorno agli anni ottanta e una successiva discesa, che ben si accorda con l'evoluzione di Casey e con l'area più orientale della costa affacciata sull'Oceano Indiano:
- 1956-65   −11,04 °C
- 1966-75   −10,66 °C
- 1976-85   −10,35 °C
- 1986-95   −10,70 °C
- 1996-05   −10,98 °C

### Il ciclo stagionale
Un'accurata analisi delle temperature giornaliere di Dumont d'Urville, compiuta nel 1993, ha permesso di meglio delinearne il ciclo stagionale, valevole per gran parte della fascia costiera antartica. L'estate è compresa tra la seconda decade di novembre e la fine di febbraio; l'autunno tra marzo e aprile; l'inverno inizia a maggio e si conclude ai primi di ottobre; la primavera va da metà ottobre a metà novembre. La brevità delle stagioni di transizione, specie della primavera, testimonia la rapidità con cui si modifica il bilancio termico della regione.

## Logistica e identificativi
Dislocata in 49 edifici, Dumont d'Urville può ospitare fino a un massimo di 100 persone durante la stagione estiva; d'inverno, la media dei residenti è 26. L'utilizzo annuo di carburante ammonta a circa 390 m³; l'acqua potabile è ottenuta per desalinizzazione dell'acqua di mare. La base fa parte della rete dell'Organizzazione Meteorologica Mondiale: il codice identificativo è 89642.